# Jerusalén (El Salvador)
Jerusalén è un comune del dipartimento di La Paz, in El Salvador.

## Storia
La città fu fondata dalla famiglia Cordova, una famiglia di ebrei sefarditi migrata dalla Spagna, dove l'ebraismo era appena stato messo al bando.